# Ximena Blázquez
Ximena Blázquez o Jimena Blázquez, fue una gobernadora de Ávila que evitó el derramamiento de sangre ante un eventual ataque de las tropas musulmanas en el siglo XII durante la Reconquista.
Durante el reinado de Alfonso VI de Castilla, en el siglo XII, las tropas abulenses salieron de la ciudad en dirección hacia el Puerto de Menga para combatir contra los musulmanes. Sin embargo, se trataba de una trampa para que la ciudad quedara desprovista de guarniciones y así permitir el asedio de las fuerzas musulmanas. Mientras el esposo de Ximena, Fernán López Trillo (alcalde de la ciudad), había partido con las fuerzas bélicas, Blázquez quedó como gobernadora de Ávila. 
Viendo los musulmanes que su plan para sacar las tropas de la ciudad había funcionado, realizaron los primeros movimientos para cercar la ciudad. Al advertir el movimiento de las tropas enemigas, Ximena reunió a todas las mujeres, viejos y niños y ordenó que tomaran las armas, escudos y ropajes que habían quedado de los hombres, que se cubrieran con cotas de malla, ropas de guerreros, cascos de metal y yelmos (en el caso de las mujeres para ocultar el pelo largo y su cuerpo femenino). La población así disfrazada se colocó en las zonas más altas y visibles de la muralla, encendieron antorchas y teas, gritaron y tocaron las trompetas de guerra para simular un ejército.
Los informadores de los árabes, al ver lo que parecía una ciudad fuertemente defendida, comunicaron a su caudillo Abdalla Alhazen que la ciudad no estaba desocupada. Al considerar que Ávila estaba fuertemente defendida se retiraron sin intentar el asedio.  Ximena Blázquez también tuvo un papel diplomático en el episodio de las Hervencias de Ávila.

## Homenajes

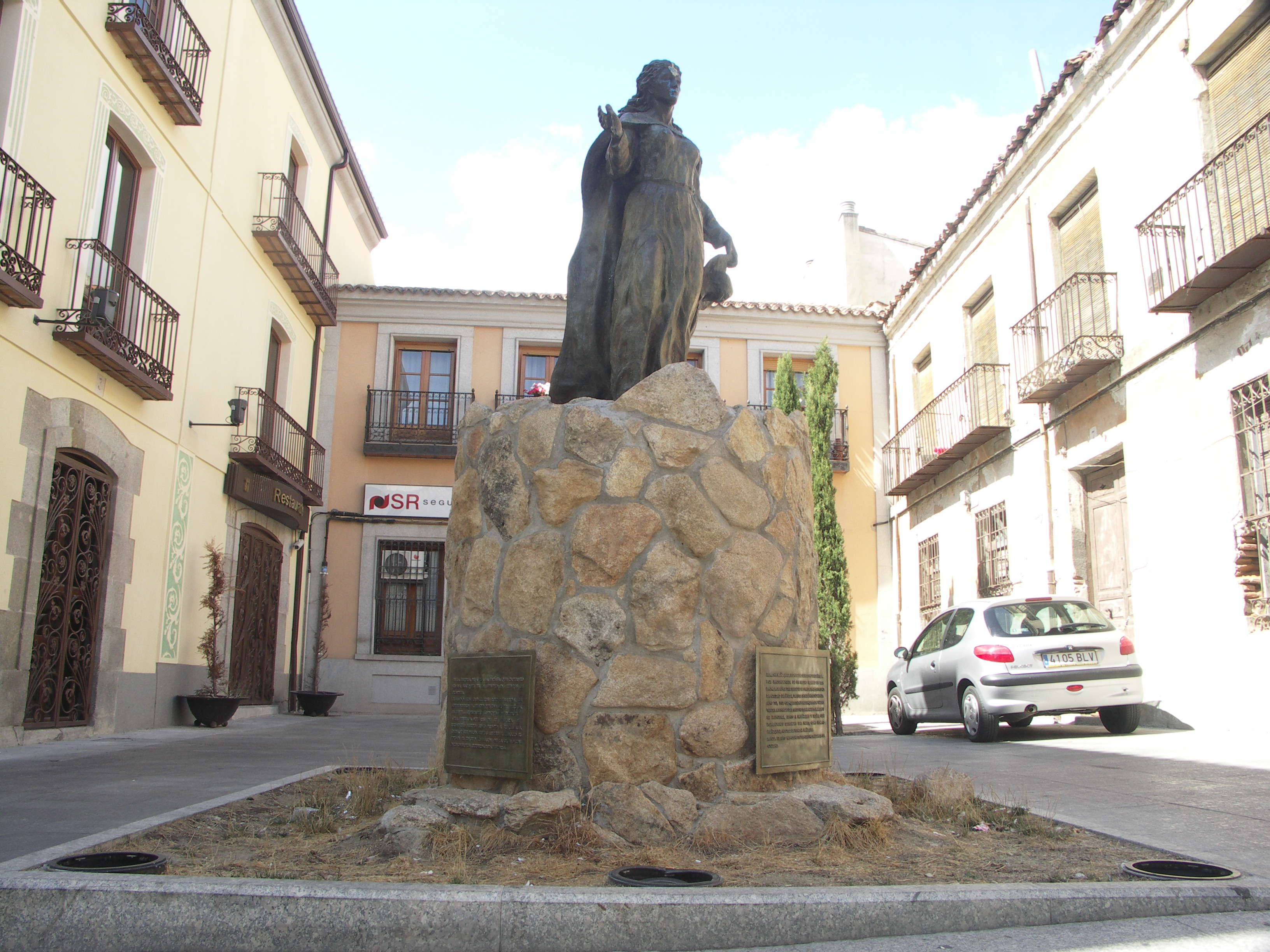
Estatua en la plaza de San Miguel, Ávila

Como homenaje, en la Plaza de San Miguel de Ávila se encuentra una escultura de Jimena Blázquez que lleva las llaves de la ciudad, encargada al escultor Nicomedes Díaz Piquero. También en la Plaza de España de Sevilla, el banco de la provincia de Ávila está dedicado a la figura de esta mujer por haber dirigido la defensa de la ciudad logrando que los musulmanes levantasen el cerco.

## Nace en Ávila
1. ↑  «Ximena Blázquez, la mujer que defendió Ávila de los musulmanes - Revista de Historia». Revista de Historia. 17 de abril de 2015. Consultado el 11 de julio de 2018.
2. ↑  Luis, Ariz Monge Benito. «Historia de las grandezas de la ciudad de Auila». https://books.google.es.
3. ↑  «Jimena Blázquez, una mujer de bandera - Muralla de Ávila». muralladeavila.com. Consultado el 11 de julio de 2018.
4. ↑  «Captura del mural de Ávila en la Plaza de España de Sevilla.».

- Datos: Q56317781